# A Szent Korona tudományos kutatásának története

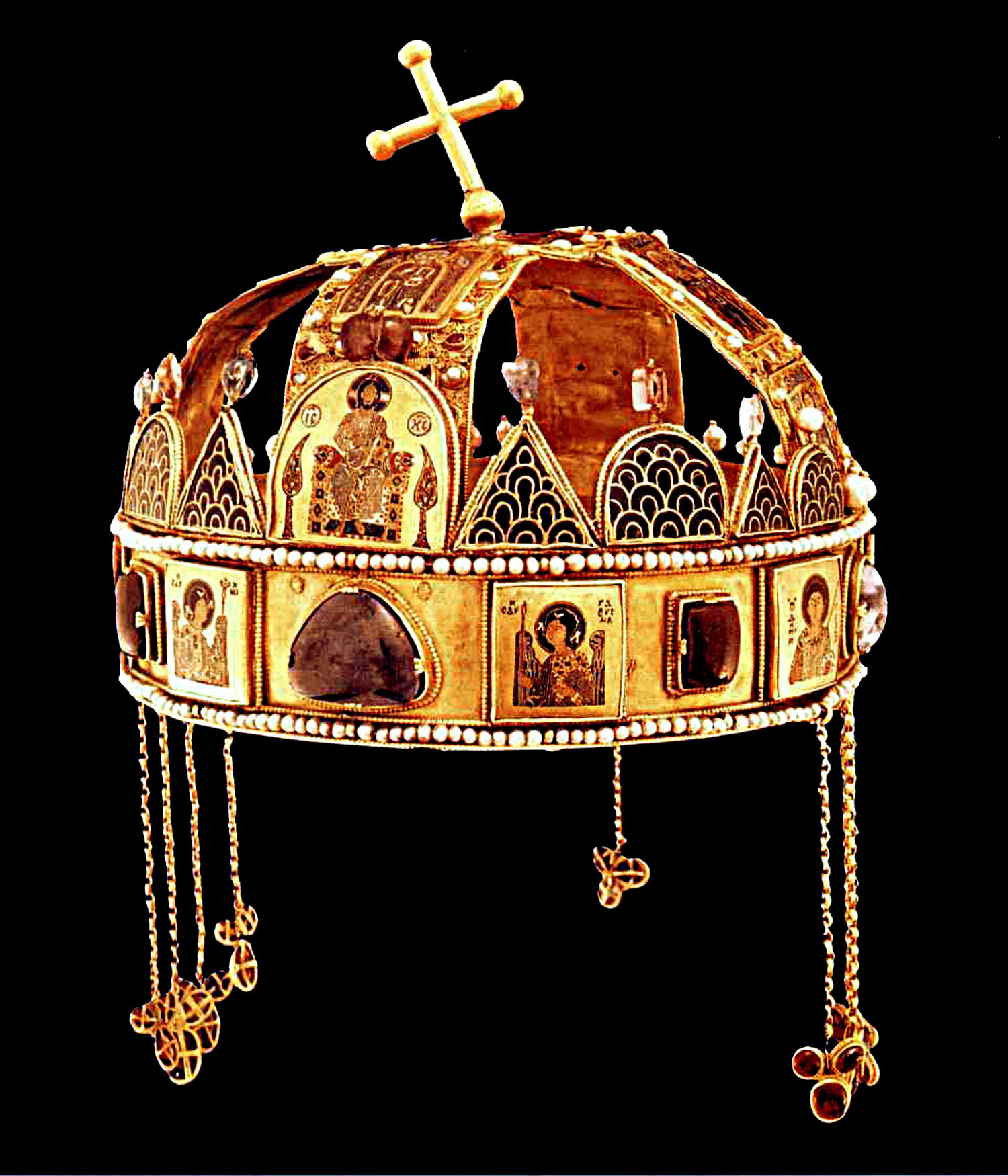
A Szent Korona elölnézete

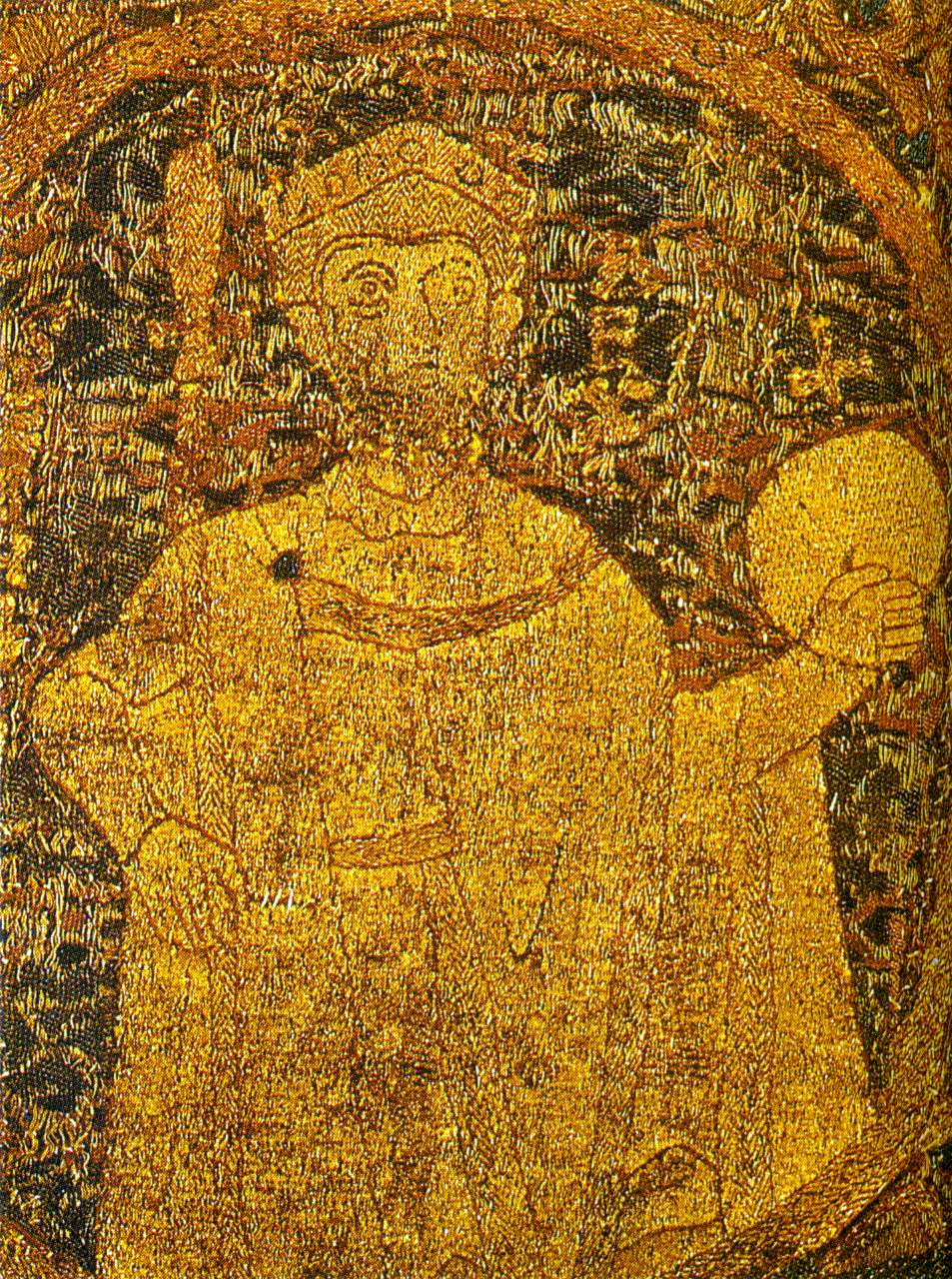
I. István és koronájának egykorú ábrázolása a koronázási paláston

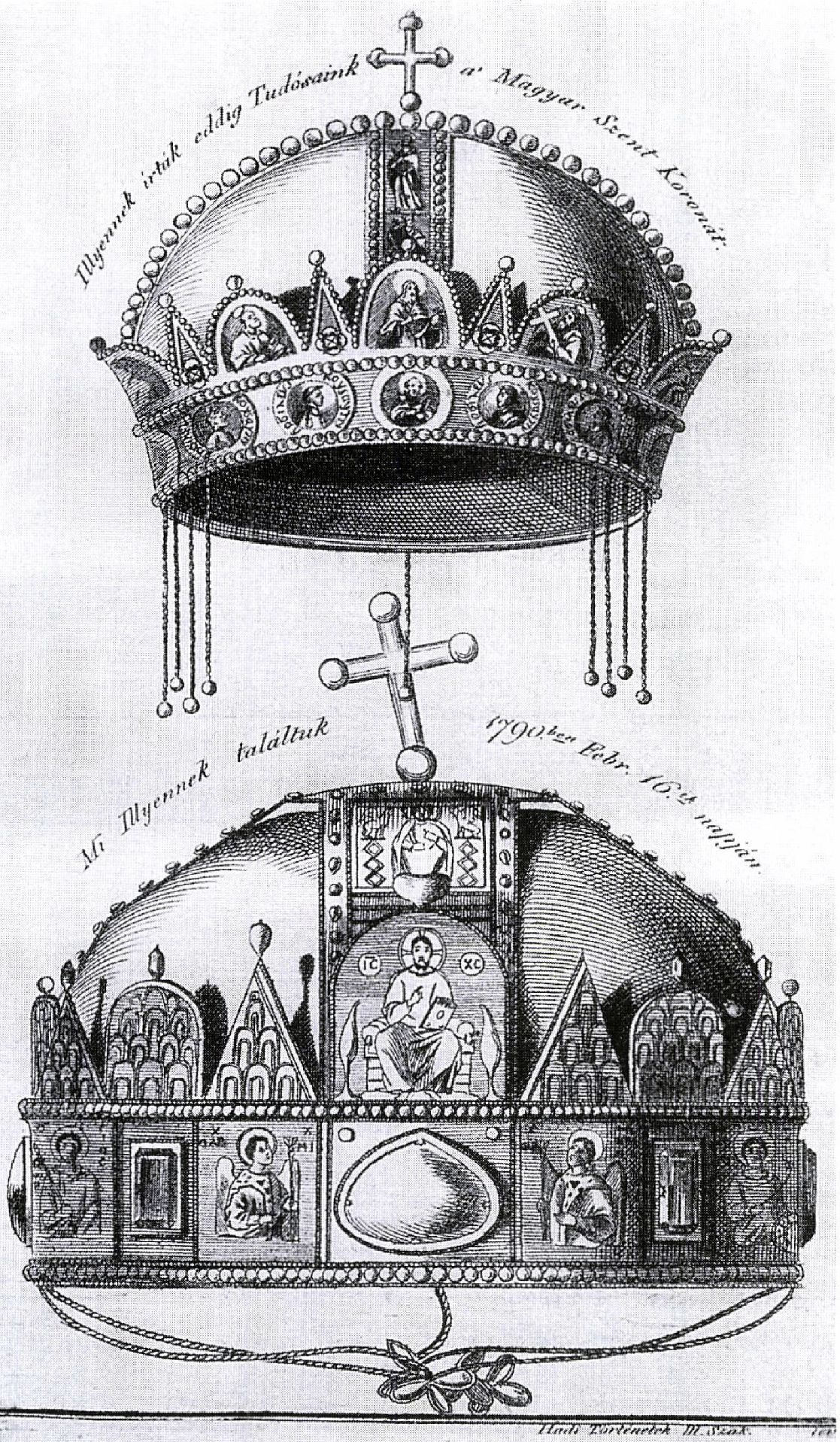
Révay rajza a koronáról (felül) és az 1790-es hivatalos vizsgálat alapján készített ábrázolás (alul)

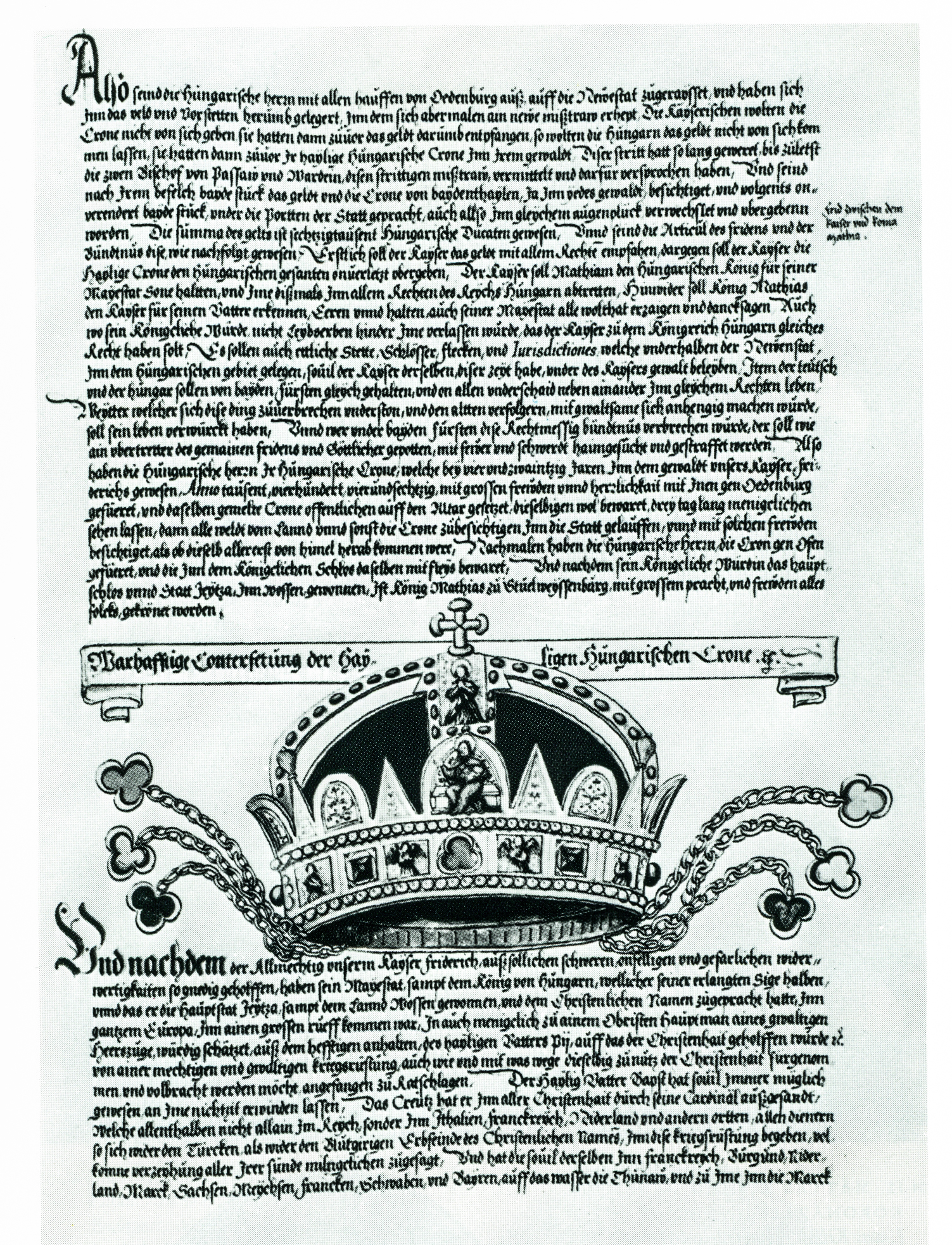
1440-es ábrázolás a magyar koronáról a Fuggerek családi kódexében

A Szent Korona tudományos kutatásának története több évszázadra tekint vissza. A királyi fejék létrejöttének helyéről, idejéről írásos források nem állnak rendelkezésre, de a középkorban Hartvik püspök legendája alapján természetesnek tartották, hogy ez teljes egészében az a korona, amit az első magyar szent király II. Szilveszter pápától kapott. Azok a képi ábrázolások, amelyeken már azonosítható, mind az újkorból származnak. A 17. század óta több tucatnyi magyar és külföldi szakember foglalkozott behatóan a korona szerkezetével, művészettörténeti párhuzamaival, történetével. A tudományos kutatás megállapította, hogy a korona két részből tevődik össze. Az alsó része Bizáncból érkezett egy női korona formájában. Ezt átalakítva összedolgozták, minden bizonnyal III. Béla magyar király udvarában, a felső résszel, amit valamilyen formában Szent István személyéhez köthető elemekből alakítottak ki.

## A Hartvik-legenda a koronáról
A Szent Korona minden kutatásának kiindulópontja a Hartvik-legenda vonatkozó része lett, amit Hartvik püspök 1116 előtt írt meg Könyves Kálmán parancsára. Ebben fogalmazta meg a pápától Vajk/István által kért és kapott korona történetét. A munka legfontosabb céljai közé tartozott, hogy a pápa által akkoriban a magyar királyoktól elvitatott egyházkormányzói jogokat István királyra vezesse vissza, és bizonyítsa azoknak a Szentszéktől való származását. A korábbiaknál lényegesen jobban kiemelte az első magyar keresztény király isteni kiválasztottságát. Hartvik püspök ebben azt írta: II. Szilveszter pápa István küldötteinek érkezése előtt álmot látott, ami arra utasította, hogy a már a leendő lengyel király számára előkészített koronát Magyarországra küldje el.
A Hartvik-legendát III. Ince pápa megtette Szent István hivatalos életrajzának, így senkinek nem jutott eszébe kétségbe vonni azt. Később a legenda figyelembe vételével II. Szilveszter pápa nevében még egy 1000. március 27-ére keltezett dokumentumot is hamisítottak (ami nem volt ritkaság a középkorban), az úgynevezett Szilveszter-bullát, ami említi a korona adományozását is.

## A tudományos igényű kutatás kezdetei
Csak a 17. században vették észre a királyi koronán a görög feliratokat. Ekkor azonosították a rajta ábrázolt személyeket, és megkezdődött az elméletek kialakítása ezen megfigyelések értelmezésére.
1613-ban jelent meg a koronával foglalkozó első könyv Révay Péter koronaőr tollából. Ő a korona görög felirataiból kiolvasta Konstantin nevét is. Ezt úgy magyarázta, hogy a fejék görög munka, amit Nagy Konstantin adományozott I. Szilveszter pápának, és a pápai kincstárból adta késői utódja, II. Szilveszter pápa István királynak. Révay elméletére hatott az úgynevezett konstantini hamisítvány is, amely szerint Nagy Konstantin a pápának adományozta Itáliát. Bár ennek a dokumentumnak a hamisságát már 1440-ben bebizonyították, Révay hitelesnek tartotta azt.
II. József magyar király halála után, 1790-ben Budán egy templomban kiállításra került a magyar korona. Több neves magyar tudós között megtekintette azt Weszprémi István, a neves debreceni orvos-tudós. Megállapította, hogy az alsó koronarészen szereplő, világi személyeket ábrázoló képek görög betűs feliratai VII. (Dukász) Mihály bizánci császárt, I. Géza magyar királyt és Dukász Mihály Konstantin nevű fiát, vagy ugyancsak Konstantin nevű testvérét nevezik meg. Ők mind az első magyar király halála után éltek, ezért a korona Szent Istvántól eredeztetését ezután már nem lehetett volna tovább tartani. Természetesen a megállapítások máig tartó nagy vitákat váltottak ki.
Katona István jezsuita történész vetette fel elsőként, hogy a korona két részből állt össze. Elfogadta az alsó, görög rész Dukász Mihály általi adományoztatását, de ragaszkodott ahhoz, hogy a felső rész pántjait a Hartvik-legendának és a Szilveszter-bullának megfelelően a pápa küldte I. Istvánnak. Koller József pécsi nagyprépost
ezt az elméletet fejlesztette tovább, amikor a két koronarész összeillesztését III. Béla magyar király uralkodása idejére (1172–1196) tette.

### Görög feliratú zománcképek a Szent Koronán

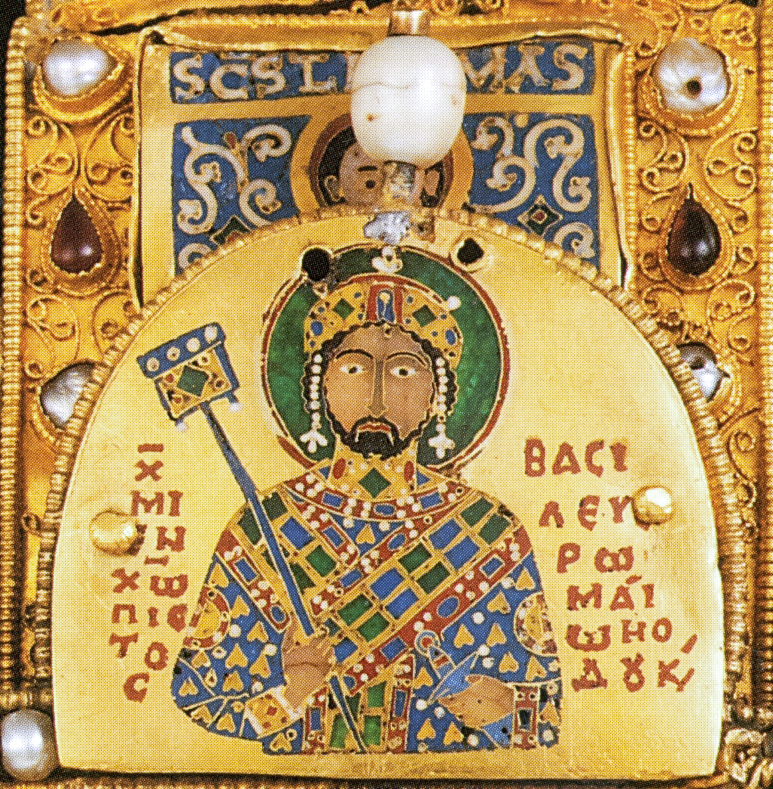
Dukász Mihály
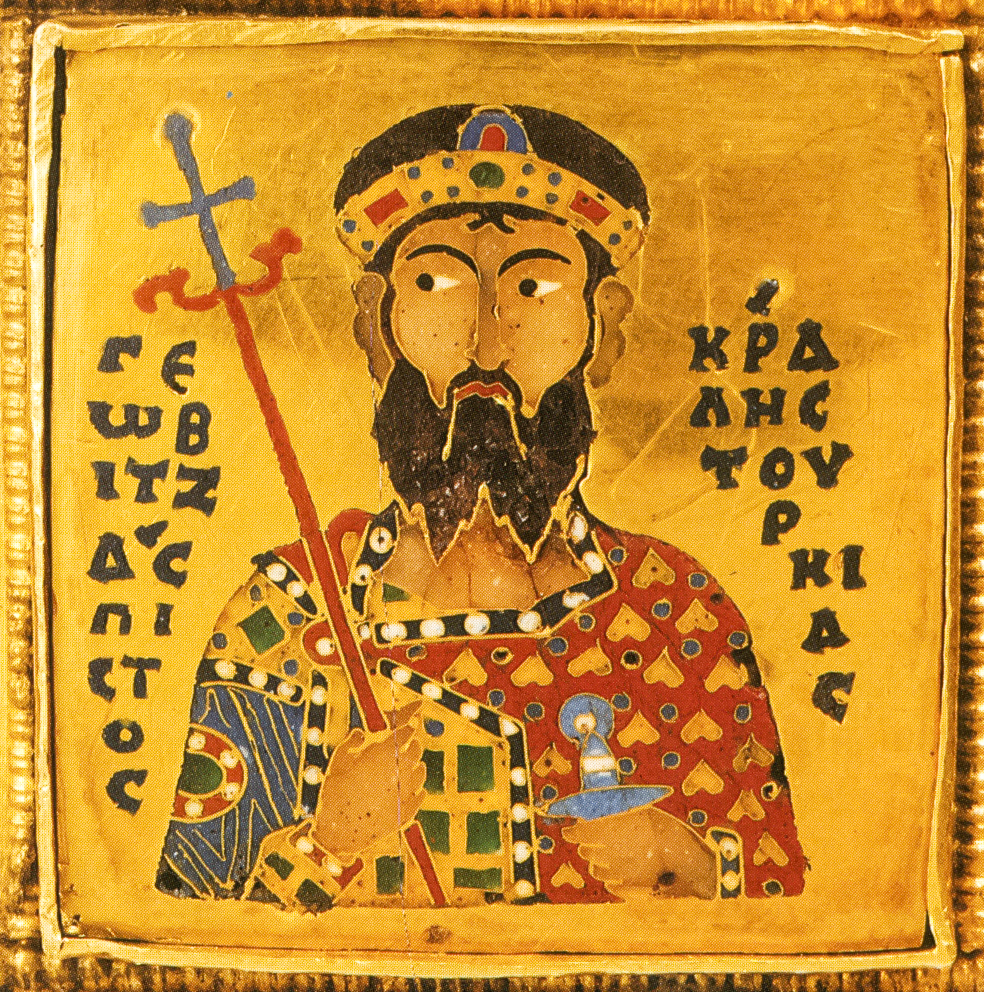
I. Géza magyar király
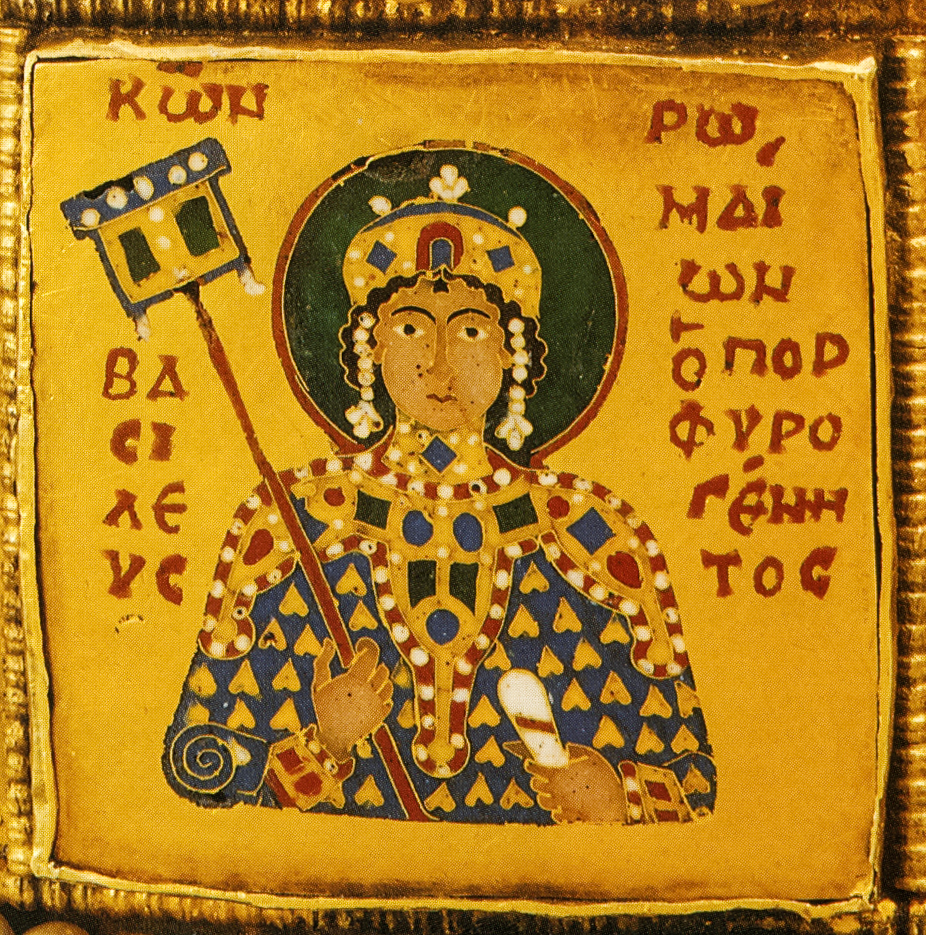
Kónsztantinosz Dukasz
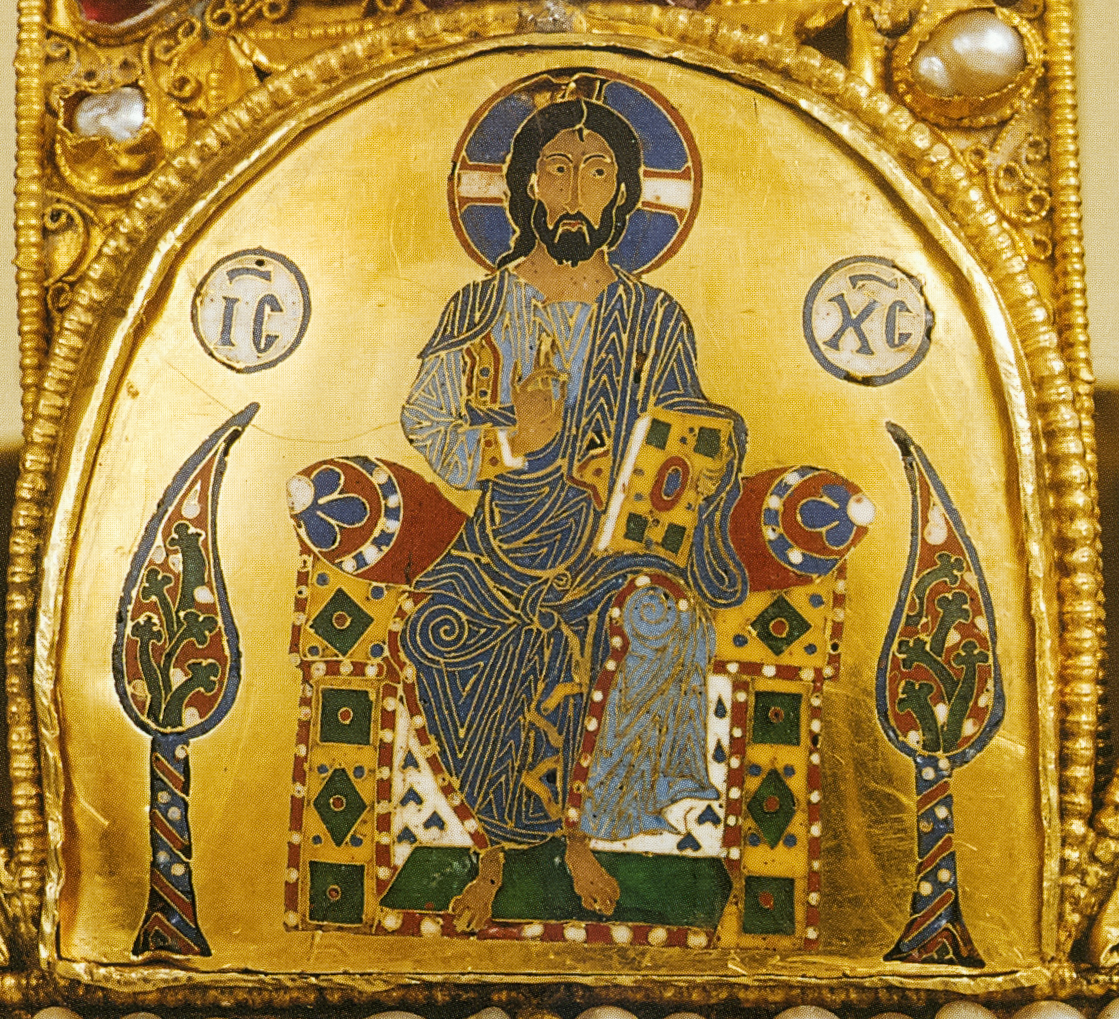
A görög Pantokrátor
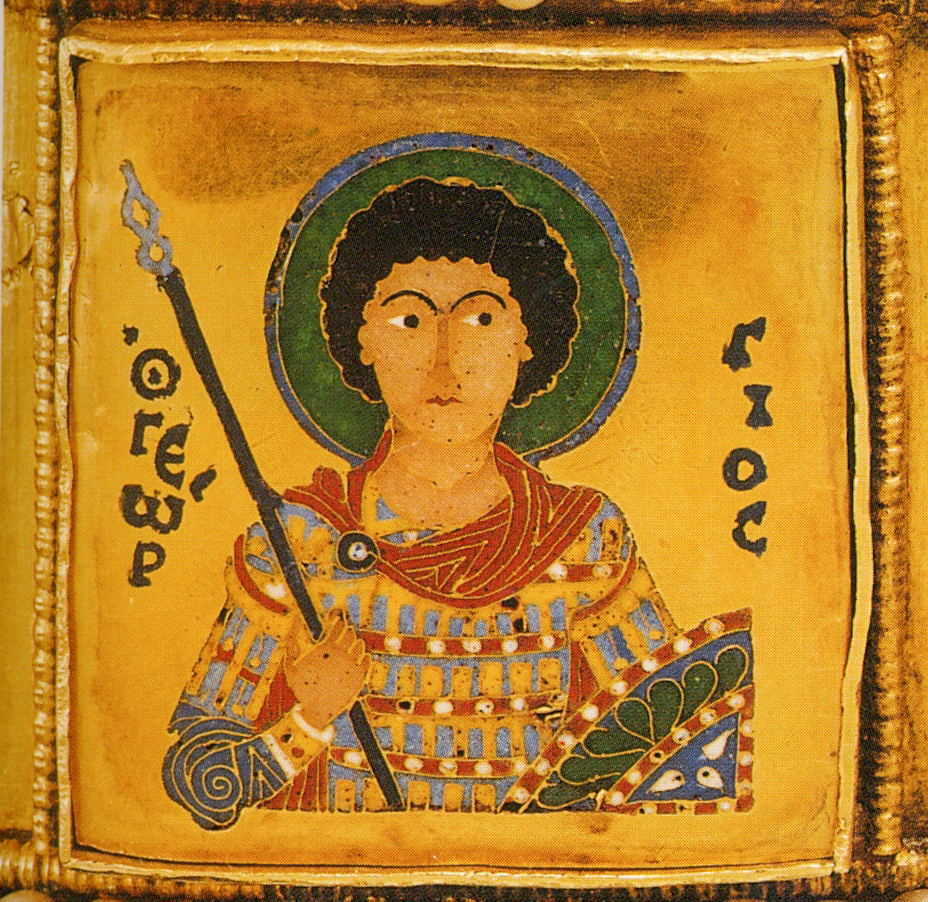
Szent György
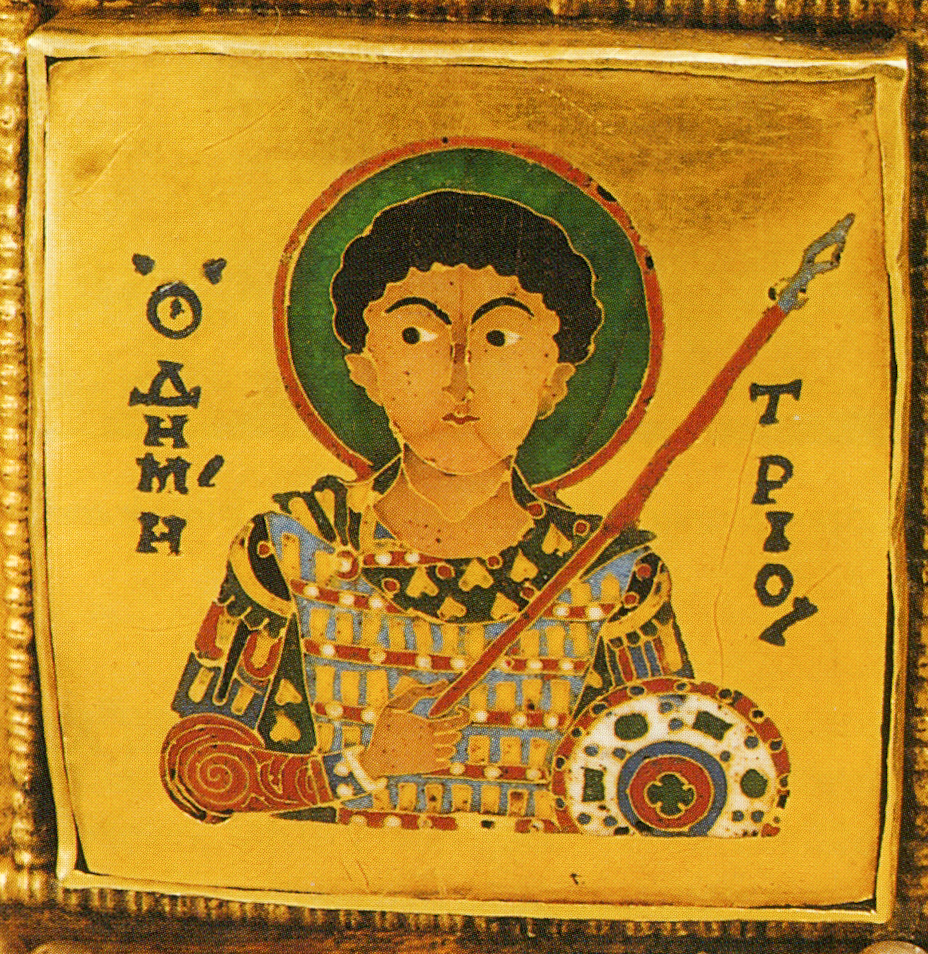
Szent Demeter
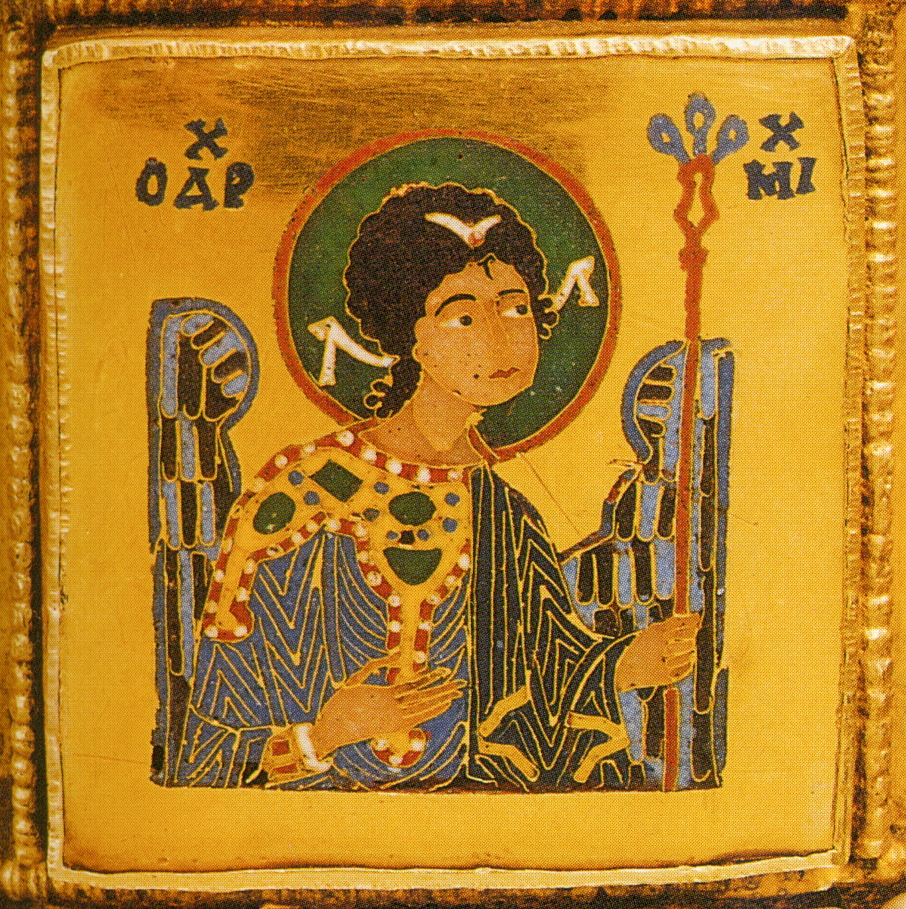
Mihály arkangyal
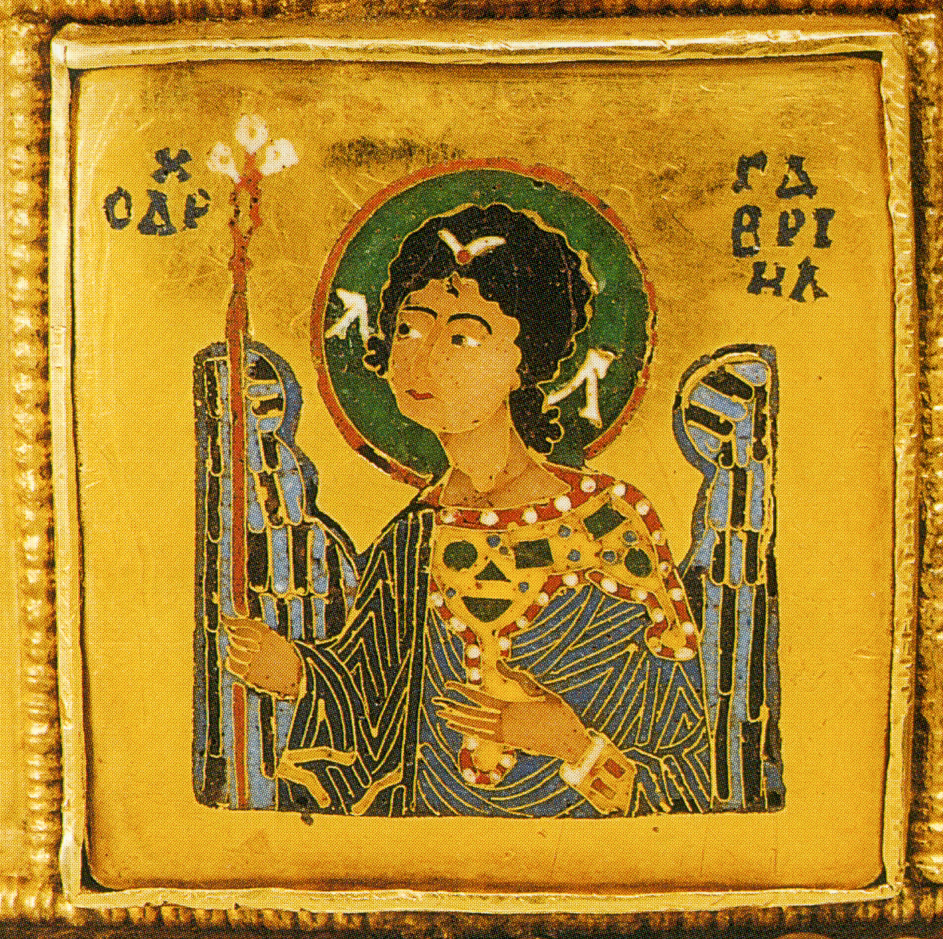
Gábriel arkangyal
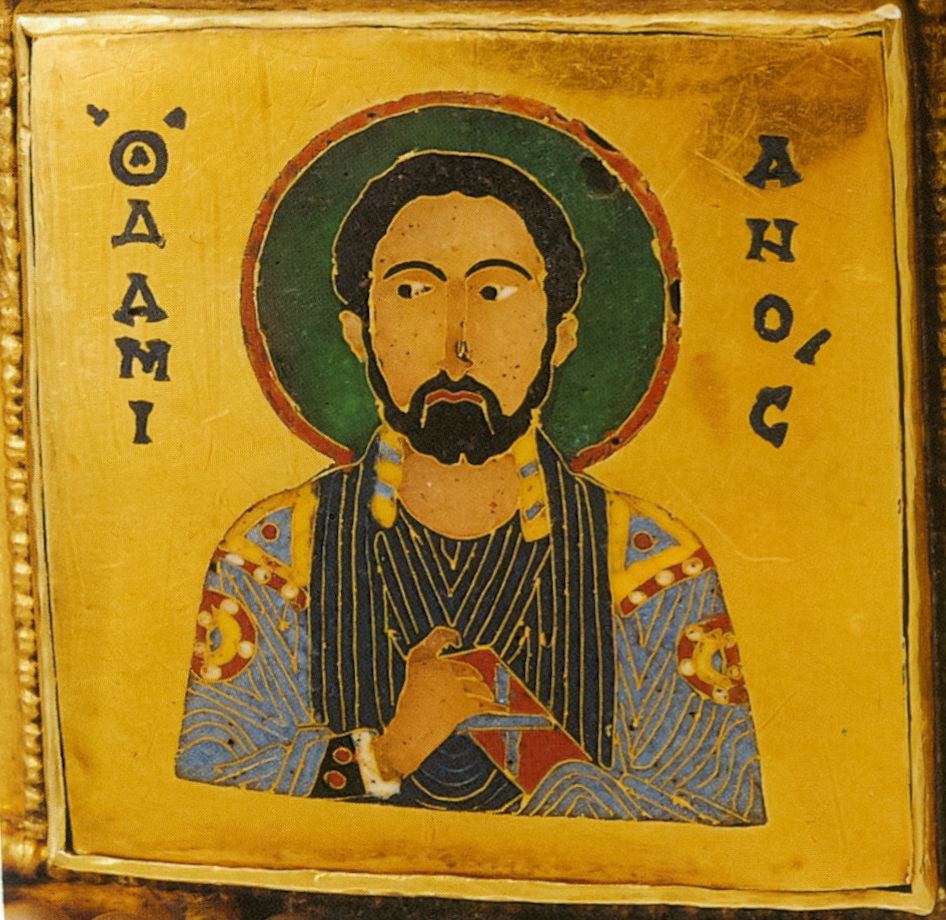
Szent Damján
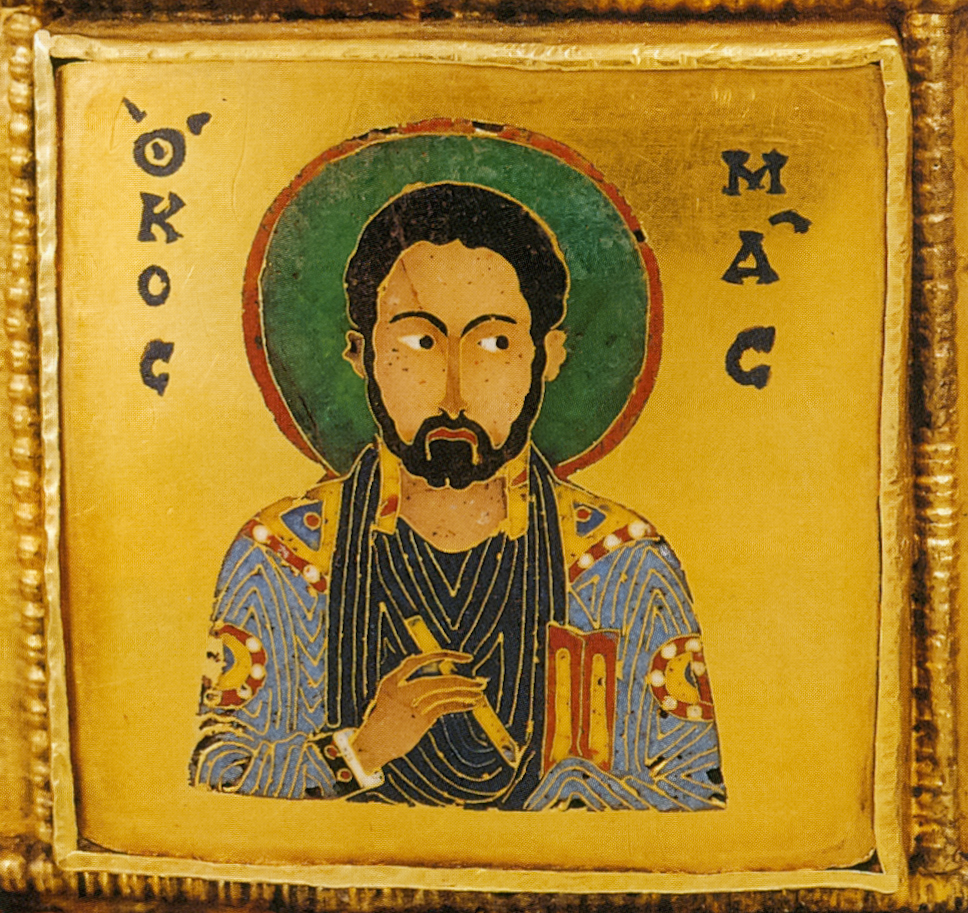
Szent Kozma

A magyarországi cipszer születésű Schwarz Gottfried a 18. században nagy feltűnést keltett azzal, hogy az egész magyar korona születési helyét Bizáncban vélte megtalálni, és azt VII. Kónsztantinosz bizánci császár küldte volna már Géza magyar fejedelem számára. Az élesen katolikusellenes evangélikus teológus ezzel a pápa és Szent István szerepét elsőként zárta ki a történetből.

## Vizsgálatok a Magyar Tudományos Akadémia égisze alatt

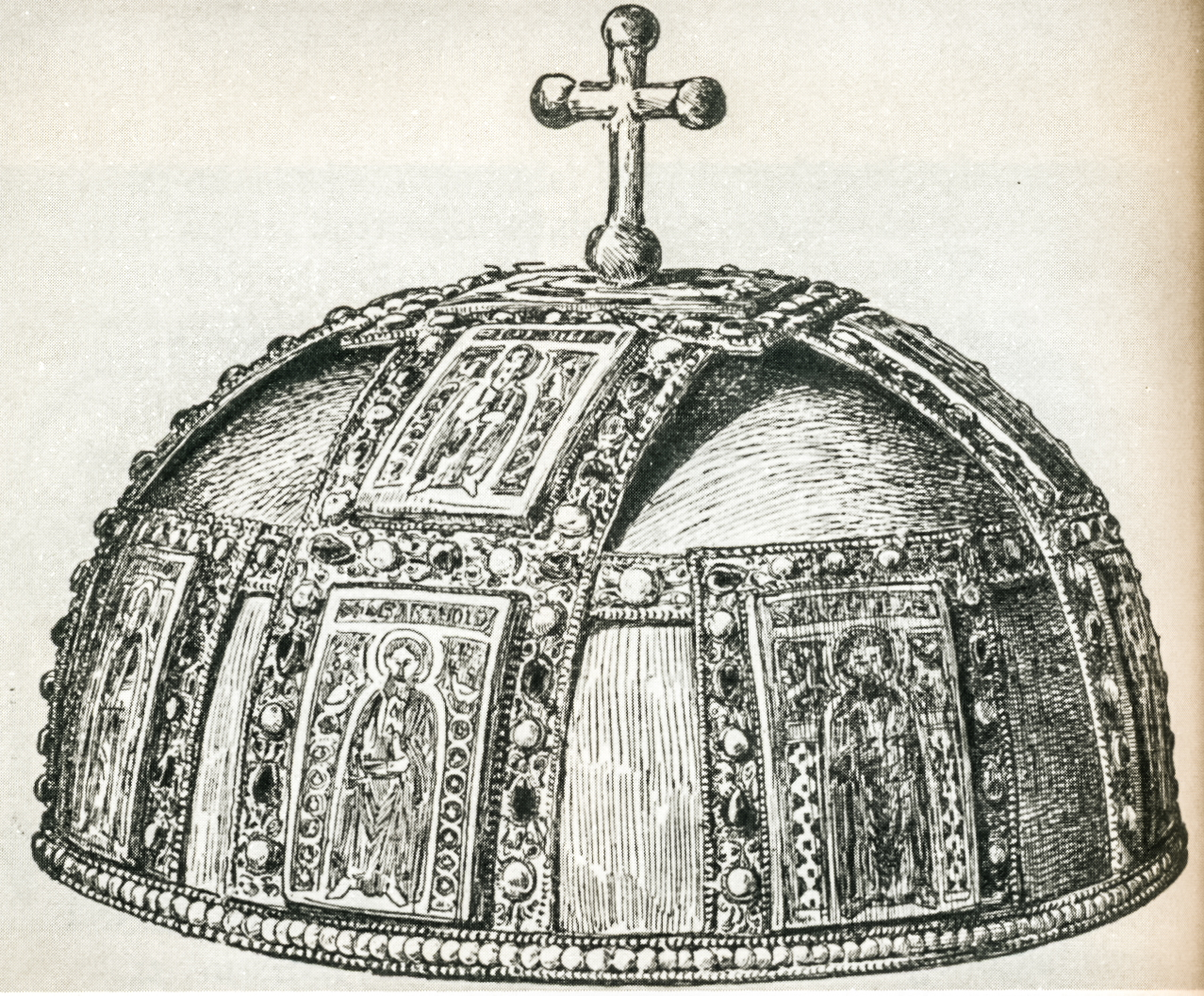
Ipolyi Arnold elképzelése I. István koronájáról

A kiegyezés után a Magyar Tudományos Akadémia Ipolyi Arnold püspök vezetésével bizottságot hozott létre, amely a Ferenc Józseftől kapott engedély alapján 1880-ban minden addiginál alaposabb vizsgálatot végzett a koronán. Ipolyi jelentése hat évvel később készült el, és abban a püspök – kételyei ellenére – a „hivatalos” álláspontnak megfelelően foglalt állást, miszerint a korona felső része lehetett az a fejék, amit Szent István kapott II. Szilveszter pápától. Meg is kísérelte rekonstruálni a latin korona képét, kiegészítve a nyolc apostolt tizenkettőre, amilyen az szerinte a görög koronával való egyesítés előtt lehetett. Ezt a rekonstrukciót több szobrász is átvette, akik az Ipolyi által elképzelt koronával ábrázolták Szent Istvánt. Legfőbb bizonyítékként a Szilveszter-bullára támaszkodott, bár azt már 1740 óta számos történész hamisnak tartotta. Ipolyi jelentése után bizonyította be végleg tanulmányában Karácsonyi János, hogy a Szilveszter-bullát a 17. században hamisította Tomko Marnavić bosnyák püspök. Sőt, Karácsonyi egy következő írásában a Hartvik-legendának a koronaküldésre vonatkozó részét is egy 1150 körül készített betoldásnak, interpolációnak minősítette.
Az 1880-as nagy vizsgálat során Hampel József, az akkor még fiatal kutató is tanulmányozhatta néhány órán át a becses műtárgyat. Ő vetett fel először nyilvánosan számos olyan kételyt a pápától kapott „latin korona” elméletével szemben, ami azóta is érvényes, így azt, hogy miért törték át durván a Pantokrátor képét, ha a felső lemezek már eleve koronának készültek, miért csonkították meg Szent István állítólagos koronáját azért, hogy a fiatalabb görög koronával összedolgozzák azt. Az ilyesfajta vélemények kinyilvánítása szemben állt a hivatalos propagandában evidenciaként kezelt Szent István-i eredet elméletével, ezért mindig kemény sajtótámadásokat váltott ki.
Pauler Gyula, a 19. század végének nagy történésze még tovább lépett: leszögezte, hogy a ménfői csata után III. Henrik német-római császár az addig létező koronát és a lándzsát visszaküldte Rómába, ahol az nyomtalanul eltűnt. Amellett foglalt állást, hogy a Szent Korona I. Gézának a bizánci udvarból érkezett koronájával azonos, illetve ezt az eredetileg nyílt koronát később a pántokkal lezárták. Lehetségesnek tartotta, hogy e pántok valamilyen módon összefüggtek Szent Istvánnal, de lehetetlennek, hogy e célból összetörték volna első királyunk koronáját.
Az 1896-os millenniumi ünnepségek alatt három napig a nagyközönség is láthatta a koronát. Czobor Béla ez alkalommal közelről is megvizsgálhatta, és úgy foglalt állást, hogy a latin korona aranypántjainak kidolgozása a 13. századra utal.

### Zománcképek a Szent Korona latin részén

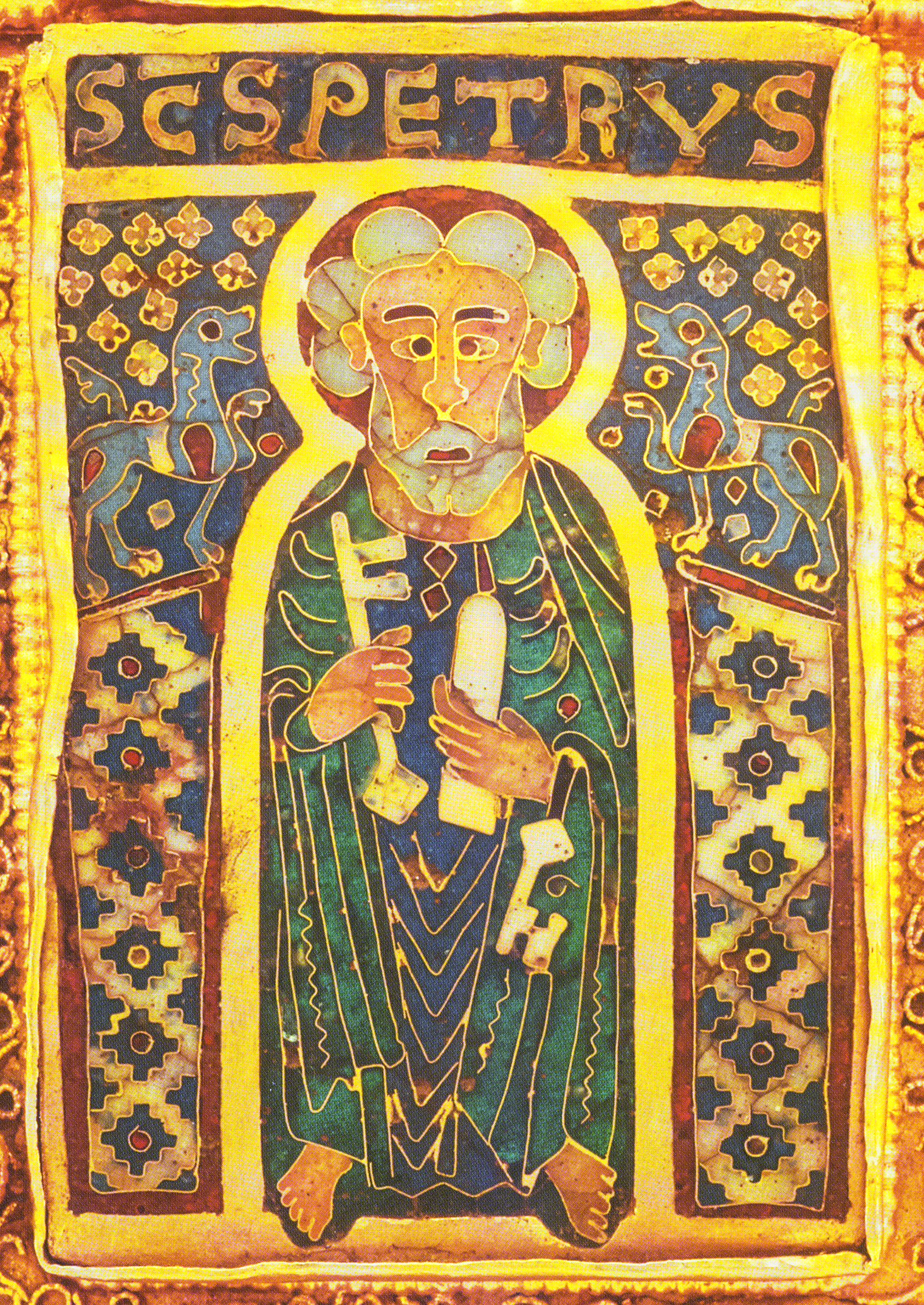
Szent Péter
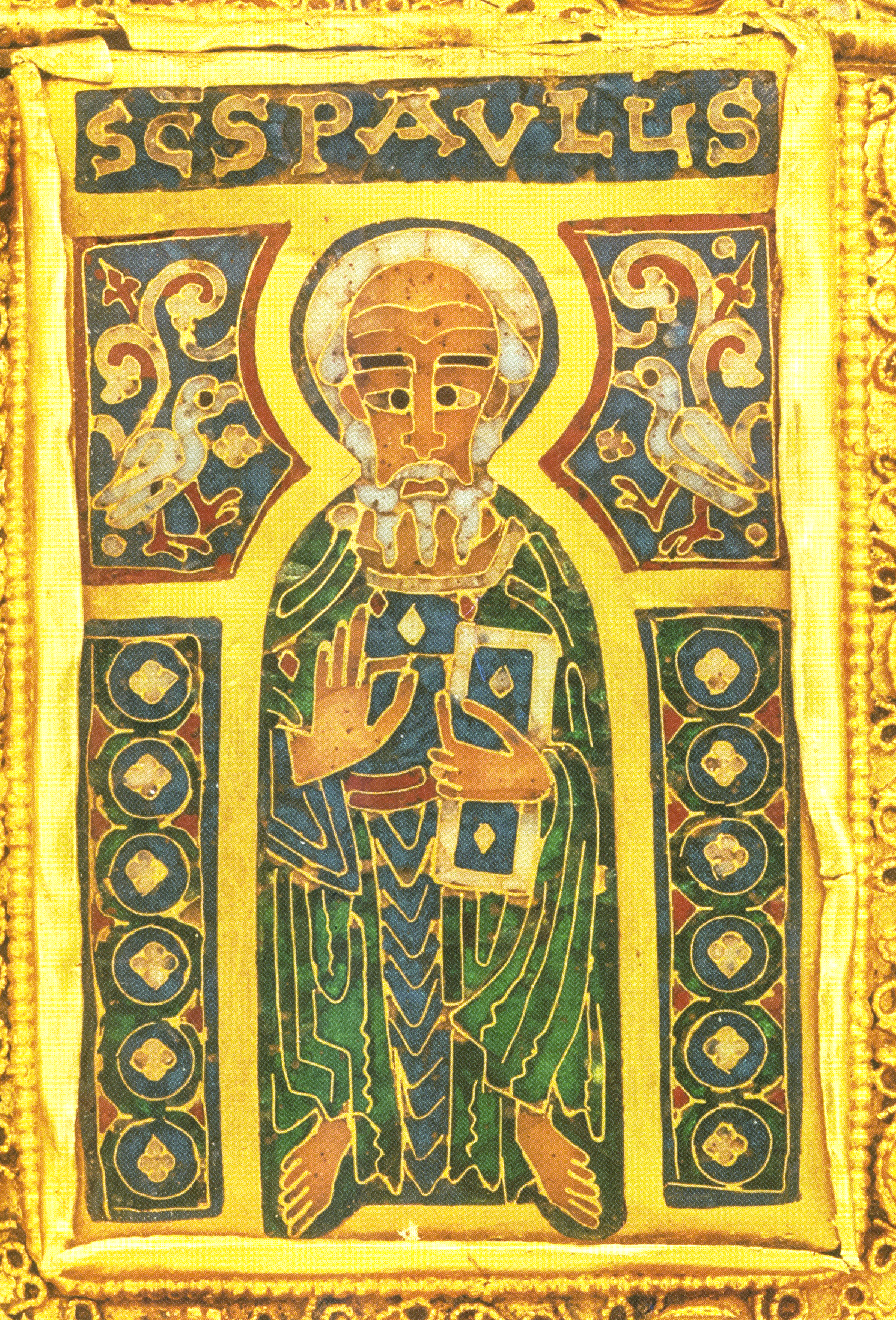
Szent Pál
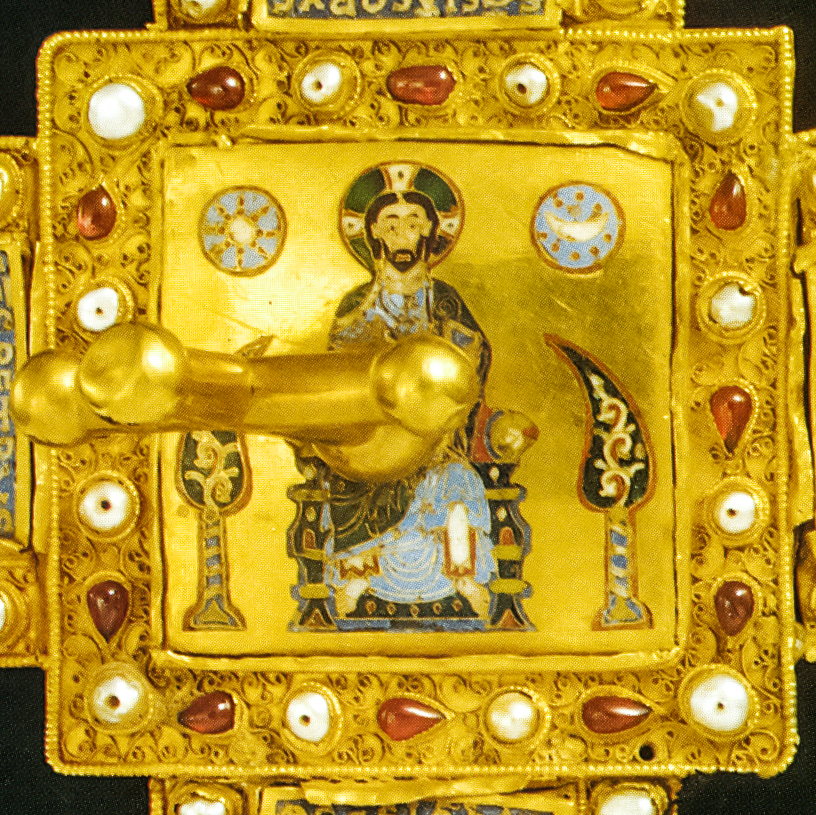
A latin Pantokrátor a korona tetején, a kereszttel átfúrva
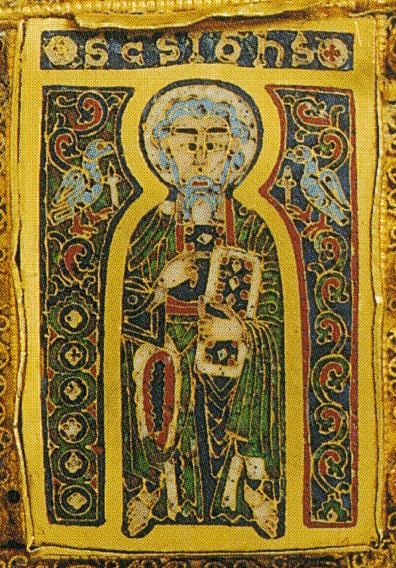
Szent János
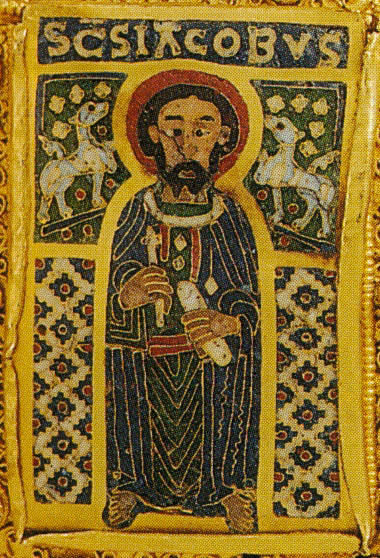
Szent Jakab

## Külföldi vélemények

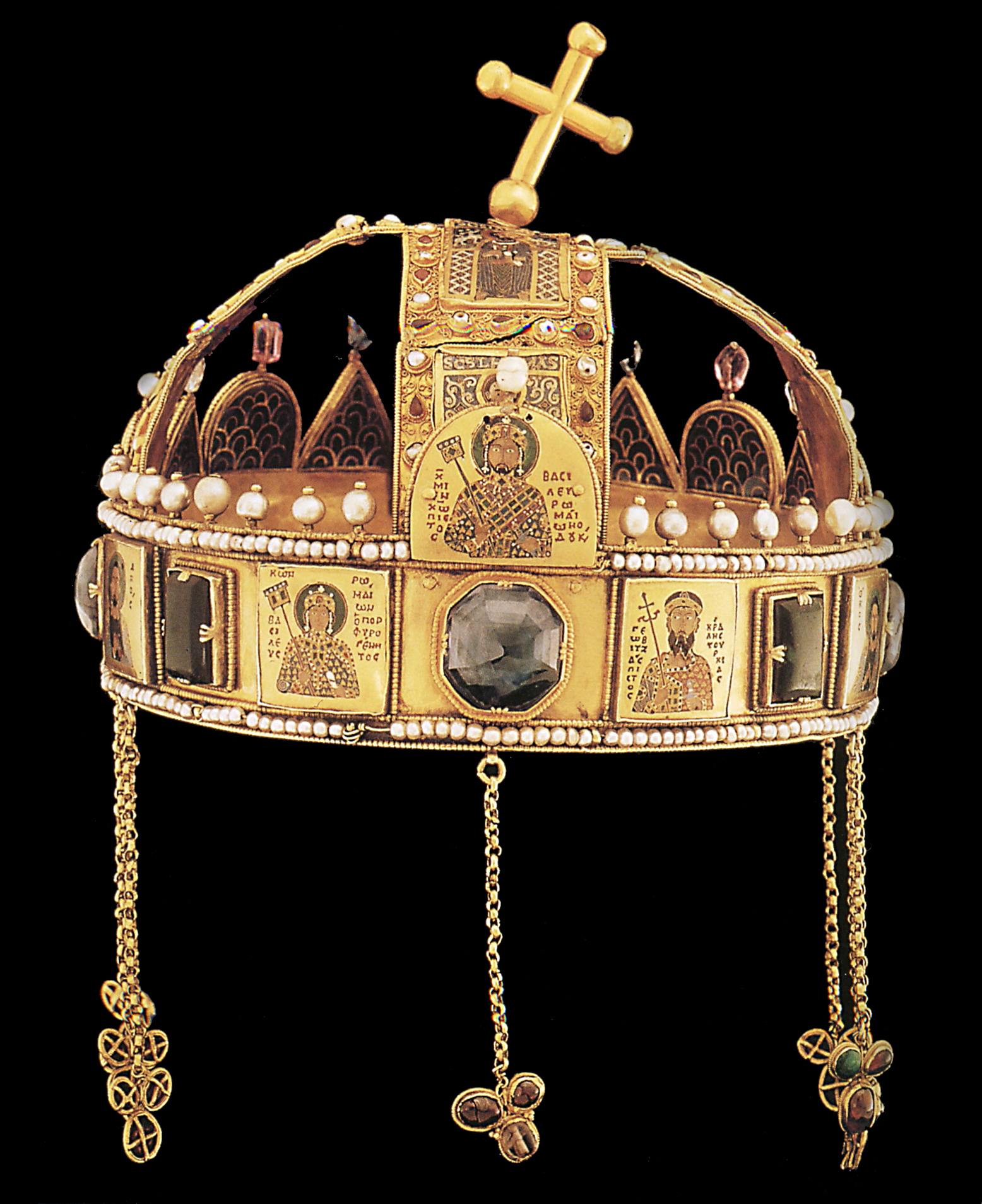
A Szent Korona hátulnézete

A vitába neves külföldi művészettörténészek is bekapcsolódtak. A 19. században Franz Johann Joseph Bock, a számos uralkodói korona tanulmányozásával híressé vált német műtörténész több munkájában is támogatta Koller meglátásait, miszerint a korona végleges alakját III. Béla magyar király idején nyerte el. Ő a korona felső részét, a „latin koronát” az 1000. év előtt keletkezett római munkaként határozta meg. Nyikogyim Pavlovics Kondakov, a zománcművészet európai hírű orosz kutatója azt vetette fel, hogy a korona felső része eredetileg egy bizánci „csillag” lehetett. (Az ortodox liturgiában a szentelt kenyeret borították be két egymást keresztező díszes pánttal, hogy a letakaró kendő ne érhessen hozzá.) Az apostolképeket a 12. századi itáliai munkákkal rokonította, és Franz Johann Joseph Bock éles kritikái ellenére kitartott a korona 11. század végi – 12. század eleji keletkezése mellett.
1907-ben Jean de Bonnefon francia tudós egyenesen hamisítványnak nyilvánította a koronát amiatt, hogy az különböző korokból származó elemekből tevődik össze. Frankhauser karlsruhei német levéltáros is úgy vélte, hogy a magyar korona felső részét azok a papi körök hamisították, amelyek a bizánci törekvésekkel szemben a pápai orientációt igyekeztek erősíteni.

## Kutatások a 20. század első felében
IV. Károly magyar király koronázása előtt újabb alapos tudományos vizsgálatra került sor. Ennek alapján Varjú Elemér, a Nemzeti Múzeum történeti gyűjteményének igazgatója újra amellett állt ki, hogy a felső koronarész Szent Istvántól származik. Érvelése számos hibát tartalmazott, de mivel akkoriban a koronát elzártan őrizték, tudóstársai sem cáfolhatták azokat.
1928-ban Otto von Falke(de) neves német zománcművészeti szakértő megvizsgálhatta Budapesten a koronát. Véleménye szerint a zománcok 1000 körül készülhettek Milánóban. Így az az elmélet, amely a latin koronát I. István királyhoz kötötte, újra általánosan elfogadott lett. Gerevich Tibor párhuzamokra hívta fel a figyelmet a korona apostolképei és egyes Sankt Gallen-i ír miniatúrák között.
Alföldi András a latin koronát egy késő római sisakformából vezette le, míg Oberschall Magda jutott először arra a következtetésre, hogy a görög korona eredetileg női fejék lehetett, a bizánci női koronatípus jellegzetes példája, és minden bizonnyal I. Géza magyar király felesége, Szünadéné (Synadene) számára készült.
A második világháború előestéjén Albert Brackmann(de), német történész és követői Merseburgi Thietmar püspök 1010-es krónikájából azt a következtetést vonták le, hogy I. István a császártól fogadott el koronát, ezért elismerte magát annak hűbéreséül. A német hegemón igényeket alátámasztó érvelést a magyar történészek – hazafias politikai okokból – a Hartvik-legendára támaszkodva utasították el, háttérbe szorítva az utóbbival kapcsolatos szakmai kételyeiket. A magyar politikai elit azonban mégis tartott attól, hogy a pápai koronaküldés hagyományát elvetik, ezért az 1938-as tudományos szemlén csak nagyon felületes vizsgálatra adtak lehetőséget a magyar tudósok egy szűkre szabott csoportjának és a vizsgálat eredményeit nem is publikálták.

## A korona vizsgálatai a második világháború után

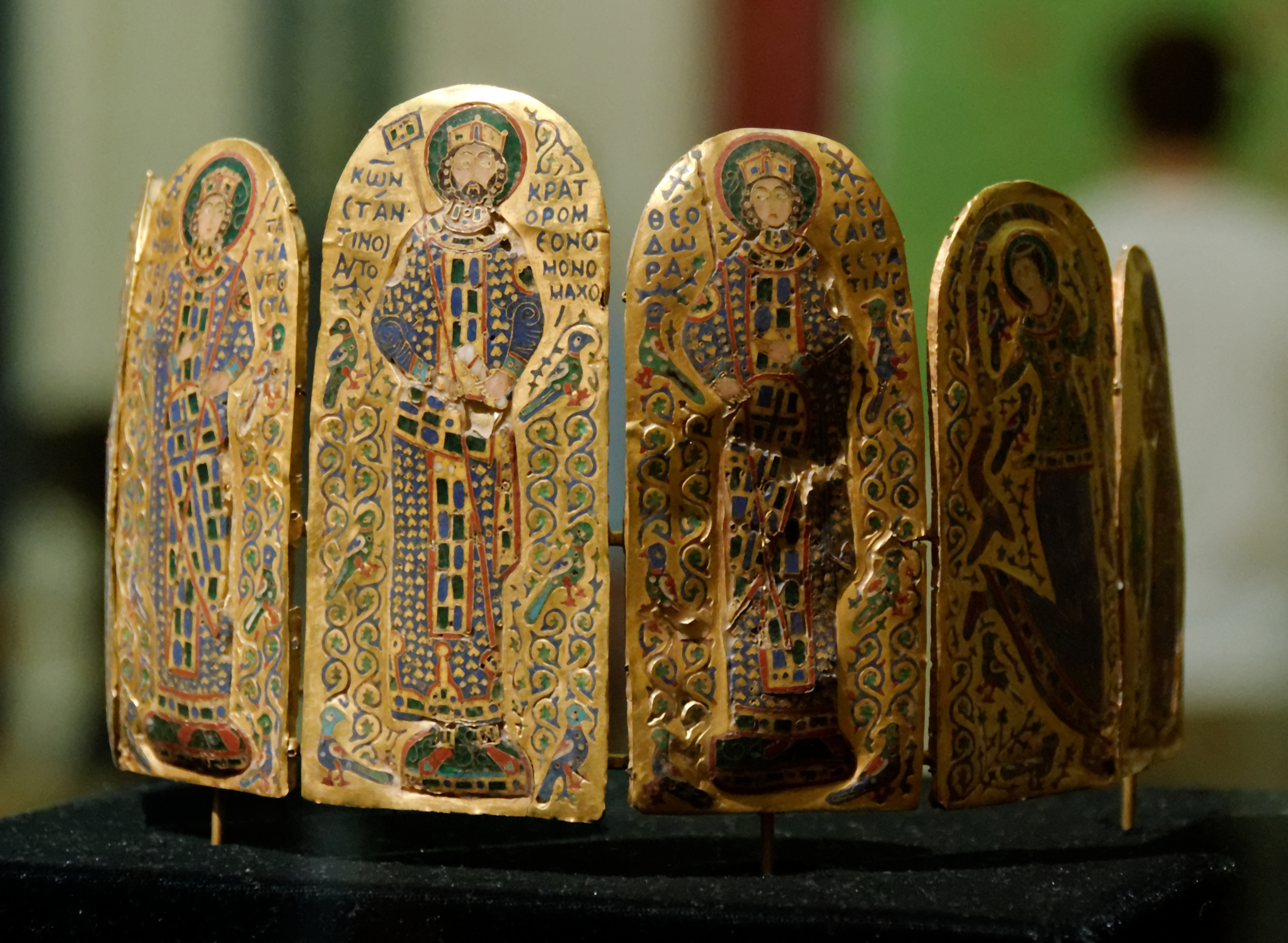
A Monomakhosz-korona a Nemzeti Múzeumban

Mathilde Uhlirz(de) osztrák történész 1951-ben megjelent munkájában még a háború előtti német érvrendszer alapján a német császár szerepét emelte ki a magyar államalapításban.
A második világháború után az amerikai kézbe került koronát Wiesbadenben több kutató is megvizsgálhatta. Patrick Joseph Kelleher amerikai tudós számos kitűnő fényképfelvételt készített róla, és Alfred Boeckler német művészerttörténésszel együtt hosszabban tanulmányozta, majd 1951-ben, illetve 1956-ban közzétették eredményeiket. Kelleher kimutatta, hogy a latin korona pántjain a rekeszzománcok nem hajlítottak, hanem egyenesek, így eredetileg nem a korona számára készülhettek. Véleményük szerint eredetileg egy kódex borítóját díszíthették Szent István kincstárában, és a Dukász-féle korona átalakításakor felhasználhatták a pántokat a nyitott korona lezárására. Ezt a nézetet támogatta Oberschall Magda is.
Alfred Boeckler viszont szakított azzal a hagyományos felfogással, amely a „latin koronát” legalább alkotórészei eredetét tekintve István személyéhez kívánta kötni. Álláspontja szerint a korona tetején lévő Pantokrátor Krisztus kép a görög koronán szereplő bizánci Pantokrátornak a latin másolata, és annál később készült. Az apostolok képmásai pedig a 12. századi román stílus világába illenek. Boeckler szerint a latin korona pántjainak rekeszzománcai összefüggést mutatnak a 11. századi Monomakhosz-koronával, ezért csak ott készülhettek, ahol az hozzáférhető volt, azaz Magyarországon.
Deér József alkotta talán az eddigi legnagyobb terjedelmű kötetet a magyar királyi korona létrejöttének körülményeiről. Munkája 1966-ban Bécsben jelent meg Die Heilige Krone Ungarns címmel (magyarul: Magyarország Szent Koronája. Máriabesnyő-Gödöllő, 2005). Hatalmas művészettörténeti anyag elemzése nyomán vonja le következtetéseit, miszerint a latin korona apostolképei a román stílusú művészet fejlődésének későbbi szakaszából, a 13. század első feléből származnak, és Magyarországon készültek. Az addig használatos magyar királyi koronát ugyanis IV. Béla halála után lánya, Macsói Anna elrabolta és elvitte az országból. Ezért kellett az 1270-es években új koronát készíttetni. A latin korona eredetileg szerinte sem korona volt, hanem más rendeltetésű tárgy. Az átalakításnak estek áldozatul a hiányzó apostolok képei.
Deér rendkívül alapos munkája nagy hatást gyakorolt a koronakutatás egészére, de fő állításait a kutatók nagy többsége nem fogadta el. Kétségtelen, hogy minden művészettörténeti párhuzam kialakításában és elfogadásában nagy szerepet játszanak a szubjektív elemek. Vajay Szabolcs úgy nyilatkozott, hogy a 13. századi datálás „késeinek látszik, és csak az absztrakt stíluselemek spekulatív összehasonlításából adódott kombináció”. Vajay, csakúgy mint Oberschall Magda, továbbra is lehetségesnek tartotta a latin korona elemeinek István-kori eredeztetését, de megvizsgálandónak tartotta a 12. század eleji keletkezés lehetőségét is.
Vajay vetette fel azt a lehetőséget, hogy nem a latin korona elemei, hanem maga a fejék tetején álló kereszt származhatott Szent Istvántól. Eszerint Aba Sámuel nem vitte magával a ménfői csatába az országalmát, így az nem is kerülhetett a vesztes csata után Rómába István eredeti koronájával és a lándzsával együtt. II. Béla alakíthatta át az országalma glóbuszát úgy, hogy bizánci trónigényének megfelelően az egyházi és a világi hatalmat egybefogó kettős keresztet tétetett rá. Az addig azon lévő római keresztet, mint István királytól származó ereklyét, a korona tetejére szereltette.
A korona több kutatója jutott arra a következtetésre, hogy a latin korona Szent István egykori ereklyetartójából eredeztethető. Ehhez történelmi párhuzamot ad, hogy I. Ulászló magyar király 1440. évi koronázásakor nem állt rendelkezésre a Szent Korona, ezért a magyar egyházi és világi előkelők úgy döntöttek, hogy Szent István akkori ereklyetartójáról leveszik a koronát és azzal avatják fel az új királyt.
László Gyula felfigyelt arra, hogy a Szent László hermáján elhelyezkedő korona nagyobb, mint a fejre illeszkedő korona (hiszen a koponyát tartalmazó ereklyetartón kívül helyezkedik el). A Szent Korona ugyancsak lényegesen nagyobb annál, hogy pontosan illeszkedjen egy emberi fejre. László Gyula ennek alapján felveti, hogy 1440-ben talán egy korábbi hagyományt elevenítettek fel. Hasonlóképpen Polner Ödön és Grexa Gyula is lehetségesnek tartotta, hogy a latin korona eredetileg Szent István ereklyetartójának a teteje volt.
Továbbra is maradtak jelentős kutatók, akik történelmi tényként kezelték, hogy I. István II. Szilveszter pápától koronát kapott; így Györffy György is. Miután ez visszakerült Rómába a ménfői csata után, elképzelhető, hogy kegytárgy lett belőle, de az is, hogy a pápák koronaként adták tovább. 1076-ban Dmitar Zvonimir horvát király például koronát kapott VII. Gergely pápától. Ezután horvát királlyá utoljára Könyves Kálmánt koronázták 1102-ben, Tengerfehérvárott. Ez a tény is hozzájárulhatott ahhoz, hogy a köztudatban kialakulhatott az a nézet, hogy a Szent Korona azonos István koronájával.
Dümmerth Dezső az Árpádokról 1977-ben megjelent könyvében egyedülálló módon azt feltételezte, hogy éppen a Szent Korona alsó, „görög” abroncsa lehetett azonos István király fejékével. Ezt a feltevést azonban eddig semmi nem bizonyította.

## A koronakutatás 1978 után

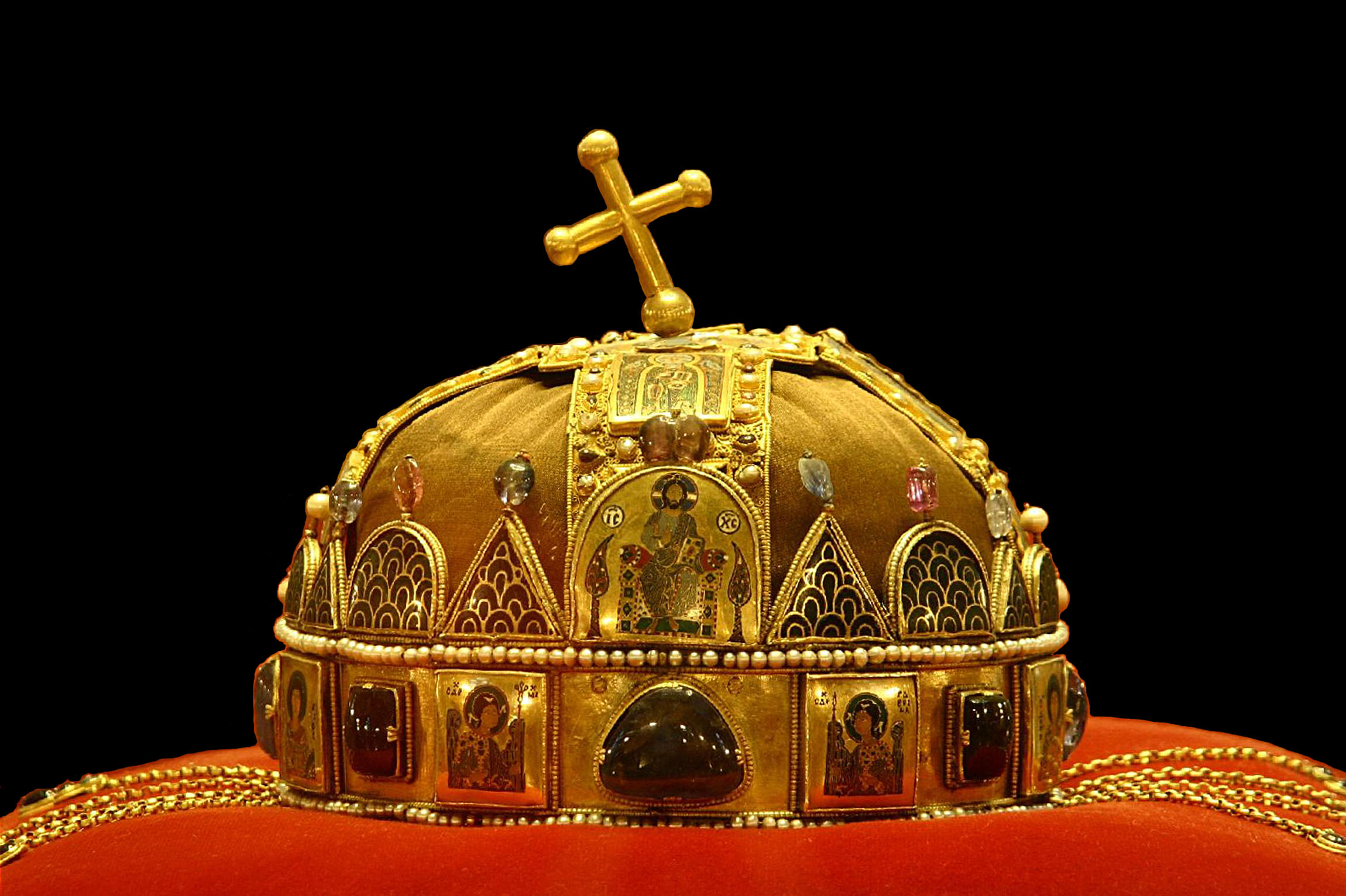
A Szent Korona a jelenlegi őrzési helyén, az Országházban

A korona hazahozatala az Egyesült Államokból nagy nemzetközi visszhangot váltott ki. Ehhez is kapcsolódva a Magyar Nemzeti Múzeumban 1981 szeptemberében nemzetközi konferenciát tartottak a korona és a többi koronázási jelvény problematikájáról. A résztvevők lehetőséget kaptak a koronázási jelvények és a Monomakhosz-korona megtekintésére is.
A konferencián Hermann Fillitz neves osztrák művészettörténész a latin korona filigránjaival, azaz finom fémdíszítményeivel kapcsolatban arra a következtetésre jutott, hogy azokat egy 12. század végi, 13. század eleji magyar műhelyben készítették.
A görög koronát illetően folytatódott a vita, miszerint férfi vagy nő számára készült-e eredetileg. Győrffy György, Váczy Péter, Vajay Szabolcs a férfikorona mellett érveltek. A koronával kapcsolatos technikai kérdések közül Szvetnik Joachim a korona egészének állagával, Koch Sándor a korona drágaköveiről, Kádár Zoltán pedig a drágakövek szimbolikájáról adott elő.
A konferencián felszólalt Beöthy Mihály és Ferencz Csaba, egy négytagú fizikus-matematikus csoport képviseletében, akik Pap Gábor művészettörténésszel együtt eredeti elméleteket dolgoztak ki a magyar korona kozmológiai összefüggéseire. Elképzeléseiket korábban már publikálták népszerű folyóiratokban, valamint a tudományosság igényével a Fizikai Szemlében. Arra a következtetésre jutottak, hogy a magyar korona méretarányaiban kimutatható az aranymetszés, valamint a tetején álló kereszt dőlésszöge megfelel a földtengely és az égi egyenlítő hajlásszögének. Ez és számos más általuk kimutatott matematikai összefüggés szerintük az 1000. év körül uralkodó világvégevárás idején a kor világszemléletét, kozmológiáját tükrözte. A konferencia résztvevői körében ezek a számmisztikai fejtegetések nem arattak sikert, egyrészt mert különböző számítási módszerek alkalmazásával bármilyen tárggyal kapcsolatban ki lehet mutatni „érdekes” összefüggéseket, amint az például az egyiptomi piramisokkal kapcsolatban gyakran tapasztalható, másrészt pedig ez az elmélet a korona egységesen tervezett jellegét hangsúlyozza, amit minden más tudományos eredménnyel szemben áll.
Ezen a konferencián lépett először a tudományos közönség elé a koronát szintén megvizsgáló aranyművesek csoportja, amely több fontos kérdésben támogatta a mérnökök elképzeléseit. A négy aranyműves, Csomor Lajos, Csontos Béla, Ludvig Rezső és Poór Magdolna ugyancsak amellett szállt síkra, hogy a korona egységes tervezés alapján született, kivéve a Dukász Mihály, Konstantin és Géza képmásait az alsó abroncson. Csomor Lajos a 80-as években azt vallotta, hogy a korona 750 és 1000 között készülhetett.

## A Szent Korona kutatása a rendszerváltás után
A magyarországi rendszerváltás után új lendületet kapott a korona kutatása Magyarországon. Létrejött a Korona Bizottság dr. Lovag Zsuzsa, Kovács Éva, valamint Péri József és Papp László ötvösművészek részvételével. A Szent Korona ötvösszakmai vizsgálata jelentős eredményeket hozott, amelyeket 1994-ben publikáltak. Eszerint a szakértők egyértelműen megállapították, hogy a korona nem egységes tervezés alapján készült. A görög részre vonatkozóan azonban azt valószínűsítették a munka gyenge szakmai színvonala alapján, hogy az nem egyben, hanem csak elemeiben (a képek, esetleg egy másik tárgyon) érkezett Magyarországra. A latin Pantokrátorról megállapították, hogy az a görög másolata. A latin koronarésszel kapcsolatban úgy vélték, hogy azt Szent Istvánnak egy korabeli hermájából alakíthatták át.

### Ezoterikus elméletek
A rendszerváltás után megélénkültek a korona származásával kapcsolatos különféle ezoterikus és misztikus elméletek is. Csomor Lajos, aki eredetileg a korona avar származásából indult ki, 1996-ban már kaukázusi és hun párhuzamok sokaságára hivatkozott. Szerinte a tudomány „liberális és pozitivista képviselői” igyekeznek csak azt bizonyítani, hogy az államalapításnak nem volt köze a Szent Koronához. Csomor szerint az igazság az, hogy a Szent István és Szűz Mária közötti szerződés értelmében a Kárpát-medence ma is a Szent Korona tulajdona.
Csomor álláspontját vallotta eleinte Ludvig  Rezső aranyműves is, aki már 1983-ban lehetőséget kapott a korona vizsgálatára. 2010-ben azonban azt továbbfejlesztve, már a korona kopt gyökereiről beszélt a Mária Országa honlap számára. A nemzeti radikális honlap az interjút a következőképpen vezette be:

„Bizonyára minden egyes magyar középiskolai okításon átesett hétköznapi halandó bebiflázta már a Szent Korona konzumkultúra körében meghonosodott fals eredettörténetét, mely mindössze I. Géza király koráig vezeti vissza becses ereklyénk múltbéli kalandjait.
A hülyeségközeli hipotézist pedig egyetlenegy adatra alapozzák a zombivá züllesztés kivitelezésében érdekelt akadémiai agylúgozók, mégpedig a királyi fejfedőn látható bizánci basileos, Dukász Mihály (1071–1078) portréjára.”

#### A „szabírhunok koronája”
A Szent Korona mervi eredeztetésének elméletét Varga Géza írástörténész dolgozta ki (szintén az ezredfordulóra). Az elmélet három új elemet tartalmaz a korábbiakhoz képest. Az egyik ilyen elem a Szent Korona harmadik jelrendszerének felfedezése (a latin és a görög írás mellett a későbbi székely jelek előzményét is ismerték a korona alkotói). A másik újdonság annak a helyszínnek (a mervi oázisnak) az említése, ahol e három írásrendszert a feltevés szerint egyszerre használhatták, azaz ahol az ősvallási jelképek is megmaradhattak a keresztény felszín mellett. A harmadik a szójelekkel írt rövid magyar szövegek elolvasása a Szent Koronán. Varga elmélete szerint a Szent Korona akkor készült, amikor a mervi oázis a heftalita Hun Birodalom része volt, ahová a hunoknak adózó Khoszró Anósirván iráni császár a Hun Birodalomból kivándorló szabírokat (a hunok egy csoportját) telepítette.
Elméletét első ízben 1992-ben Szegeden fejtette ki egy előadásában. A történet később "A magyarság jelképei" c. kötetében is megjelent, amelyben azt az általánosan megfogalmazott tételt is kifejtette, miszerint a magyarság legfontosabb jelképei megfelelnek egy vagy több székely rovásjelnek. Elképzelése szerint a magyar uralmi jelvényeken (a Szent Koronán, a jogaron, a koronázási paláston, az országalmán és a címerben) összesen 17 székely rovásjel párhuzama látható. Véleménye szerint a Szent Koronára azért kerültek székely jelek, mert hunok használták a székely írás elődjét, s a Szent Korona a szabírok számára készült 531 táján. 
Varga épít Thúry állítására, miszerint Ibrahim Pecsevi török történetíró „azt állítja, hogy ő hallotta a magyaroktól ezt a nyilatkozatot: a korona 3000 esztendős; Iszkendertől (Nagy Sándor) örökölte Nusirván (Kürosz) s ettől szállott mi reánk. Továbbá Mohammed Emin nagyvezír 1768-ban azt írta Kaunitz herczegnek, hogy az osztrák császár mint a Nusirván idejéből maradt korona örököse egyedül érdemli meg az imperator czímet.” (Thúry/1893/343, 344) Az ismert, de a koronakutatók által eddig nem hasznosított török forrásokat további kútfők is támogatják, pl. a Karnamag, a Derbend Nameh és a Tarih-i Üngürüsz.[forrás?] Forrás: Varga Géza: A magyarság jelképei (1999), Varga Géza: A Szent Korona születésének ideje, helye és alkalma http://mek.oszk.hu/16100/16161/16161.pdf valamint Thúry/1893/343, 344., a Karnamag, a Derbend Name és a Tarih-i Üngürüsz.

### A millenniumi összefoglalás

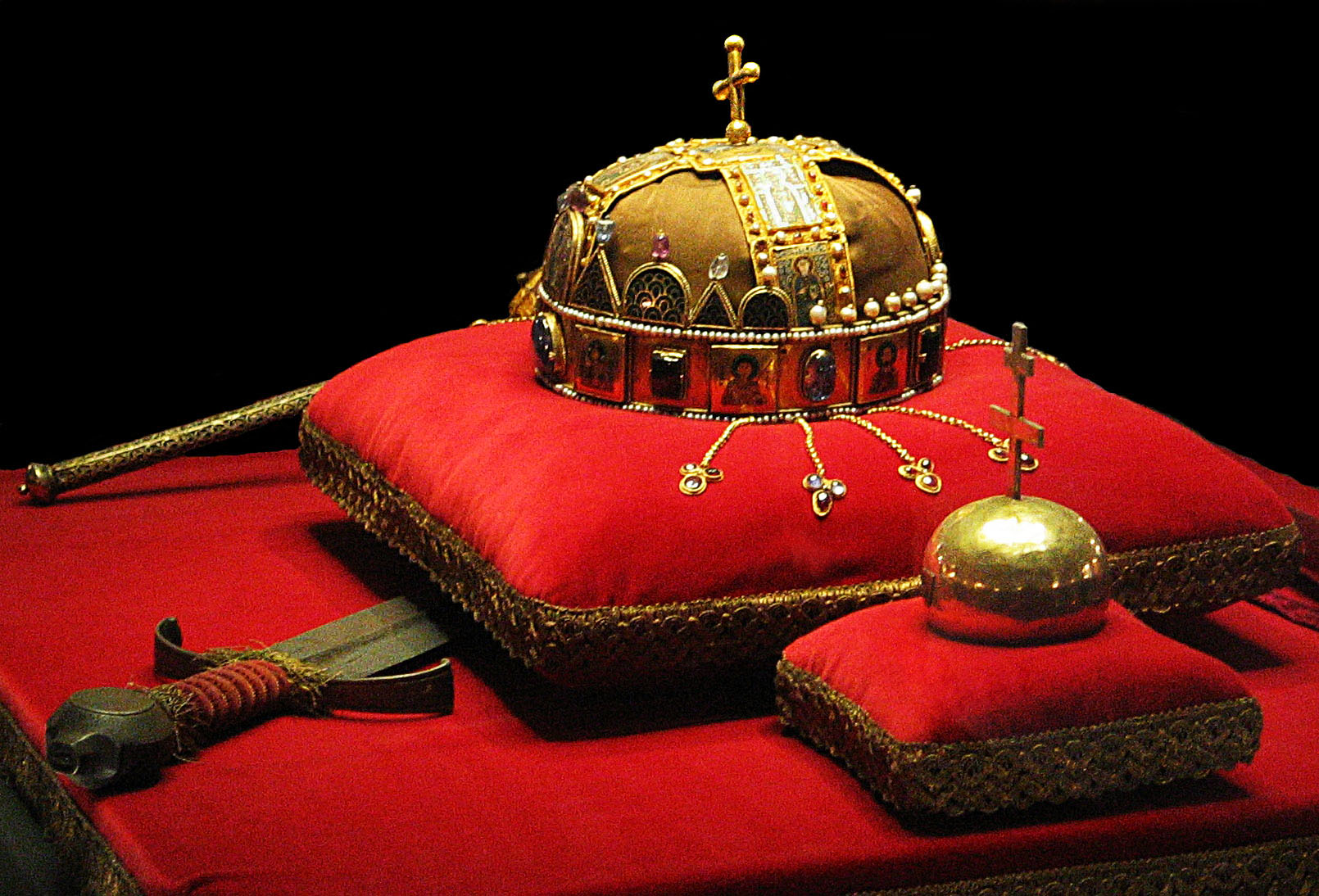
A koronázási jelképek együttese az Országház kupolatermében

Az új millennium, a 2000. év és ezzel Szent István megkoronázásának 1000. évfordulója közeledtével a korona vizsgálata egyre aktuálisabbá vált. A régi és új eredményeket Tóth Endre összesítette műveiben, az ezredforduló előtt megjelent, Szelényi Károly részletes és művészi fotóival illusztrált kiadványban, majd a Vatikáni Múzeumban a magyarországi kereszténység ezredéves évfordulójára bemutatott kiállítás reprezentatív, tudományos színvonalú katalógusában.
Tóth Endre a Szent Korona eredetére vonatkozó jelenleg érvényes, a Magyar Tudományos Akadémia, valamint a Magyar Katolikus Püspöki Konferencia által is támogatott főáramlati tudományos eredményeket – hangsúlyozva, hogy a kutatást a maga részéről sem tekinti lezártnak – úgy foglalja össze, hogy a koronát valószínűleg III. Béla idején állították össze Magyarországon két részből. Az alsó rész, az úgynevezett görög korona eredetileg Bizáncból érkezhetett I. Géza görög felesége számára női korona formájában, és ezt a két rész összeállításakor dolgozták át. A felső, latin rész valamilyen módon Szent István királyhoz köthető elemekből készült. A korona tetején lévő kereszt egy fizikai sérülés nyomán ferdült el.
A Párizsi Magyar Intézet 2001. november 17-én konferenciát rendezett a magyar Szent Koronáról. A konferencián neves magyar, francia és brit tudósok járultak hozzá saját eredményeikkel a korona kutatásához. A konferencia anyagát az Akadémiai Kiadó és a Párizsi Magyar Intézet a Magyar Tudományos Akadémia Acta Historiae Artium című művészettörténeti folyóiratának különszámában jelentette meg. Ebben David Buckton brit zománckutató kimutatja, hogy a „görög korona” zománcai jól megfelelnek a technikailag azonos kivitelezésű 11. századi bizánci zománcoknak. A „corona latina” zománcairól bizánci és nyugat-európai párhuzamok alapján azt állapítja meg, hogy azok a 12. században készülhettek. Szakács Béla Zsolt, a Pázmány Péter Katolikus Egyetem kutatója a latin korona filigránjait nyugat-európai párhuzamok alapján a 11. század második felére datálja. Marosi Ernő tanulmányában a „latin korona” eredetéről megállapítja, hogy az nagy valószínűséggel Szent István fejereklye-tartójának felső része lehetett. Ennek párhuzama Szent Erzsébet Stockholmban őrzött ereklyetartója, ami szintén ebből a korból származik. Szent László fejereklye-tartója a 12. század végéről valószínűleg a Szent István-i ereklyetartó nyomán készülhetett, hasonló vonásokkal.

## A kutatás jövője
2012 nyarán a Magyar Tudományos Akadémia „Lendület” elnevezésű programjának keretében Pálffy Géza vezetése alatt egy kutatócsoport kezdte meg a működését, amely azt a célt tűzte maga elé, hogy feldolgozza a Szent Korona, az uralkodói jelképek és a koronázások történetét a mohácsi vésztől egészen az utolsó koronázásig. A kutatócsoportnak 14 belső és több tucat külső munkatársa van a különböző szakterületekről: többek között művészettörténész, numizmata, történész-filológus tagjai is vannak. A kutatás célja az hogy az utolsó koronázás 100. évfordulójára, 2016-ra a lehető legmélyebben feltárják a korona történetének ezt a szakaszát, közzétegyék a feldolgozott új forrásokat és előkészítsék az évfordulóra megrendezendő nagy kiállítást.
A kutatócsoport 2013. november 7-én az ELTE Gólyavárban „Mit keres a korona a címerben” címmel kerekasztal-beszélgetést rendezett Gaudi-Nagy Tamás, Hiller István, L. Simon László és Schiffer András képviselők részvételével. A bevezető előadásokat Pálffy Géza és ifjabb Bertényi Iván kutatók tartották a korona újkori történetével kapcsolatban feltárt új eredményeikről, megerősítve, hogy a kutatócsoport lendületesen folytatja munkáját a tervezett 2016-os események szakmai előkészítése érdekében, és ehhez kérik és várják a politika támogatását.